# Саба (река, Хонсю)
Саба (яп. 佐波川 Сабагава) — река в Японии на острове Хонсю. Протекает по территории префектуры Ямагути.
Исток реки находится под горой Мицугамине (三ツヶ峰, высотой 970 м), на границе префектур Ямагути и Симане. Саба течёт по горным ущельям, где в неё впадают Нотани (野谷川), Митани (三谷川) и Симадзи (島地川), протекает через город Хофу и впадает в плёс Суо-нада Внутреннего Японского моря.
Длина реки составляет 56 км, на территории её бассейна (460 км²) проживает около 30 тыс. человек. Согласно японской классификации, Саба является рекой первого класса.
Около 93 % бассейна реки занимает природная растительность, около 6 % — сельскохозяйственные земли, около 1 % застроено.
Среднегодовая норма осадков в верховьях реки составляет около 2000 мм в год, а в низовьях около 1800 мм в год.
В XX и XXI веках самые разрушительные наводнения происходили в 1918, 1951, 1960, 1972 и 2009 годах. Наводнение 1951 года полностью разрушило более 1000 и затопило более 3000 домов, в 2009 году было затоплено более 400 домов, в результате сошедшего селя погибло 19 человек.